# El duque de Orleans mostrando a su amante
El duque de Orleans mostrando a su amante es una pintura de 1825-1826 realizada por el artista francés Eugène Delacroix que se encuentra en el Museo Thyssen-Bornemisza de Madrid (España).

## Descripción
El cuadro muestra a Luis de Valois (duque de Orleans), a su chambelán Albert Le Flamenc y a Mariette d'Enghien, esposa de Le Flamenc y amante del duque. Se basa en un episodio narrado tanto en la Histoire des ducs de Bourgogne de la maison de Valois de Prosper de Barante como en la Vie des dames galantes de Brantôme.
La obra muestra una fuerte influencia de Rubens y Tiziano, así como de Richard Parkes Bonington, un artista británico con el que Delacroix intercambió ideas y bocetos entre 1825 y 1828.